# Норт-Вонта (Нью-Йорк)
Норт-Вонта (англ. North Wantagh) — переписна місцевість (CDP) в США, в окрузі Нассау штату Нью-Йорк. Населення — 11 931 особа (2020).

## Географія
Норт-Вонта розташований за координатами 40°41′38″ пн. ш. 73°30′59″ зх. д. / 40.69389° пн. ш. 73.51639° зх. д. (40.693878, -73.516360).  За даними Бюро перепису населення США в 2010 році переписна місцевість мала площу 4,95 км², з яких 4,93 км² — суходіл та 0,02 км² — водойми.

## Демографія
Згідно з переписом 2010 року, у переписній місцевості мешкало 11 960 осіб у 4230 домогосподарствах у складі 3264 родин. Густота населення становила 2416 осіб/км².  Було 4321 помешкання (873/км²).
Расовий склад населення:
| - 94,1 % — білих - 2,5 % — азіатів - 0,8 % — чорних або афроамериканців - 0,1 % — корінних американців - 1,2 % — осіб інших рас |

До двох чи більше рас належало 1,3 %. Частка іспаномовних становила 7,5 % від усіх жителів.
За віковим діапазоном населення розподілялося таким чином: 22,8 % — особи молодші 18 років, 60,2 % — особи у віці 18—64 років, 17,0 % — особи у віці 65 років та старші. Медіана віку мешканця становила 43,3 року. На 100 осіб жіночої статі у переписній місцевості припадало 91,5 чоловіків;  на 100 жінок у віці від 18 років та старших — 88,7 чоловіків також старших 18 років.
Середній дохід на одне домашнє господарство  становив 114 283 долари США (медіана — 95 909), а середній дохід на одну сім'ю — 129 839 доларів (медіана — 114 190). Медіана доходів становила 81 341 долар для чоловіків та 49 284 долари для жінок. За межею бідності перебувало 2,4 % осіб, у тому числі 2,2 % дітей у віці до 18 років та 4,5 % осіб у віці 65 років та старших.
Цивільне працевлаштоване населення становило 5936 осіб. Основні галузі зайнятості: освіта, охорона здоров'я та соціальна допомога — 30,7 %, науковці, спеціалісти, менеджери — 12,7 %, роздрібна торгівля — 8,1 %, публічна адміністрація — 7,9 %.